# Ronji
Le ronji (ou gali ou roinji) est une des langues ngero-vitiaz, parlée par 450 locuteurs, dans les provinces de Madang et de Morobe (un village dans chaque province), sur la côte nord de la péninsule Huon. Son lexique est similaire à 67 % avec le mato. Des écoles en mato sont ouvertes dans les deux villages.